# Friedrich Reisinger
Friedrich Reisinger (* 16. Juli 1962 in Mürzzuschlag) ist ein österreichischer Politiker (ÖVP) sowie Land- und Forstwirt. Er war von 2010 bis 2015 Mitglied des österreichischen Bundesrates. Von Oktober 2018 bis Dezember 2019 war er Abgeordneter zum Landtag Steiermark.

## Ausbildung und Beruf
Reisinger besuchte von 1968 bis 1973 die Volksschule in Neuberg an der Mürz und wechselte danach zum weiteren Schulbesuch von 1973 bis 1977 an die Hauptschule in Neuberg an der Mürz. Er absolvierte danach zwischen 1977 und 1980 die land- und forstwirtschaftliche Fachschule in Hafendorf und arbeitete von 1980 bis 1991 im elterlichen, landwirtschaftlichen Betrieb mit. Er legte des Weiteren 1983 die Prüfung zum landwirtschaftlichen Meister ab und übernahm 1991 den elterlichen Hof. Seitdem ist er beruflich als selbständiger Land- und Forstwirt tätig. 

## Politik und Funktionen
Reisinger begann seine politische Karriere beim Österreichischen Bauernbund, als dessen Ortsgruppenobmann er in Neuberg an der Mürz zwischen den Jahren 1990 und 2004 fungierte. Er war zudem von 2000 bis 2010 Bezirksobmann des Österreichischen Bauernbundes Mürzzuschlag und engagiert sich seit dem Jahr 2000 als Mitglied des Landesvorstandes des Steirischen Bauernbundes. Er war des Weiteren von 1996 bis 1999 Bezirksobmann-Stellvertreter der Bezirkskammer für Land- und Forstwirtschaft Mürzzuschlag und wirkte zwischen den Jahren 1999 und 2010 als Bezirksobmann der Bezirkskammer für Land- und Forstwirtschaft Mürzzuschlag. Zudem war Reisinger von 2005 bis 2010 Kammerrat der Landeskammer für Land- und Forstwirtschaft in Steiermark Graz. Lokalpolitisch engagierte sich Reisinger von 2005 bis 2011 als Mitglied des Gemeinderates der Marktgemeinde Neuberg an der Mürz, innerparteilich wirkte er von 2010 bis 2013 als Bezirksparteiobmann der ÖVP Mürzzuschlag.
Reisinger wurde am 21. Oktober 2010 als Mitglied des Österreichischen Bundesrates angelobt, wobei er als Schriftführer des Geschäftsordnungsausschusses des Bundesrates fungierte. Er war des Weiteren Mitglied im Ausschuss für BürgerInnenrechte und Petitionen, Mitglied im Gesundheitsausschuss und Mitglied im Unvereinbarkeitsausschuss. Nach der Landtagswahl in der Steiermark 2015 und der dadurch bedingten Neubestellung der Bundesrats-Mitglieder durch den Steirischen Landtag schied Friedrich Reisinger am 15. Juni 2015 aus dem Bundesrat aus.
Im Oktober 2018 folgte er Hermann Hartleb als Abgeordneter zum Landtag Steiermark nach. Nach der Landtagswahl 2019 schied er aus dem Landtag aus.

## Privates
Reisinger ist verheiratet und Vater von drei Kindern. 